# Dichaeta wirthi
Dichaeta wirthi är en tvåvingeart som beskrevs av Wayne N. Mathis och Tadeusz Zatwarnicki 2007. Dichaeta wirthi ingår i släktet Dichaeta och familjen vattenflugor. Inga underarter finns listade i Catalogue of Life.